# Heizhugou
Heizhugou (kinesiska: 黑竹沟镇, 黑竹沟) är en köping i Kina. Den ligger i provinsen Sichuan, i den sydvästra delen av landet, omkring 210 kilometer sydväst om provinshuvudstaden Chengdu. Antalet invånare är 3 786. Befolkningen består av 1 716 kvinnor och 2 070 män. Barn under 15 år utgör 27,0 %, vuxna 15-64 år 67 %, och äldre över 65 år 5,0 %.
Genomsnittlig årsnederbörd är 1 341 millimeter. Den regnigaste månaden är juli, med i genomsnitt 320 mm nederbörd, och den torraste är november, med 12 mm nederbörd.